# 哈德里亚卡山
哈德里亚卡山（Hadriacus Mons）是火星 希腊区一座古老低缓的火山，它位于南半球撞击盆地希腊平原东北及相类似的第勒纳火山西南面。该山丘底部直径约450公里（280英里），其名称于2007年被国际天文联合会正式批准接受。哈德里亚山的山体已被冲刷出无数的冲沟，南侧坡则被溢出河道道谷穿过。大量的火山沉积物和火山口使一些研究人员认为，这些特征是岩浆和地下水接触所引起爆炸事件的结果。
哈德里亚火山口（Hadriaca Patera）一词曾是指整座山丘，现在仅用于直径66公里（41英里）的中央破火山口。
有人提出，哈德里亚山的熔岩管可为人类提供一处屏蔽有害辐射的栖息地。